# Родді Самбрано
Родді Самбрано (ісп. Roddy Zambrano; нар. 3 лютого 1978, Манабі) — еквадорський футбольний арбітр. Арбітр ФІФА з 2012 року. Судить матчі Кубка Лібертадорес, еквадорської Серії А.

## Суддівська кар'єра
У 2015 обслуговував матчі молодіжного чемпіонату світу 2015 у Новій Зеландії.
З жовтня 2015 обслуговує відбіркові матчі до чемпіонату світу 2018 року, зокрема матч між збірними Чилі та Бразилії, завершився перемогою перших з рахунком 2–0.
У 2015 обраний до числа головних арбітрів Столітнього Кубка Америки 2016.
- 7 червня 2016 США — Коста-Рика 4–0
- 14 червня 2016 Чилі — Панама 4–2

Влітку 2016 обслуговував матчі чоловічого Олімпійського турніру в Ріо-де-Жанейро.
У червні-липні 2019 обслуговував матчі Кубка Америки.